# QuickTime Player
Der QuickTime Player ist ein von der Firma Apple entwickeltes Programm zur Multimedia-Wiedergabe für Mac OS, OS X und Windows. Er fungiert auch als Streaming Client für MPEG-4-, 3GPP- und QuickTime-kompatible Live-Streaming-Inhalte. Des Weiteren macht der QuickTime Player sowohl Bildschirm-, als auch Video- und Audioaufnahmen möglich. Der Player ist Teil einer QuickTime-Installation. Der Player spielt die Video- oder Musikdateien nicht ab, sondern fungiert eher als Grafische Benutzeroberfläche für QuickTime.
Die Anwendung wurde eigentlich entwickelt, um Apples QuickTime 1.0 zu testen, und wurde dann bekannt als MoviePlayer. Es wurde als Teil der QuickTime-Installation veröffentlicht, um ein einfaches Videoabspielprogramm anzubieten. Im Laufe der Zeit stiegen die Bekanntheit und die Anwendungsbereiche an. 1999 wurde es mit der QuickTime-Version 4.0 veröffentlicht, und die gesamte Oberfläche wurde überarbeitet. Damit bekam der Player eine Oberfläche, die gebürstetem Aluminium ähnlich sieht.
Neben dem kostenfreien QuickTime Player existiert QuickTime Pro, welcher über die Funktionen des Players hinaus über Aufzeichnungs-, Schnitt-, Konvertierungs- und Export-Funktionen zur Medienverarbeitung verfügt.

## Sicherheitsmängel
Die Abteilung für Computersicherheit (US-Cert) des US-Heimatschutzministeriums rät Nutzern von Quicktime für Windows, das Programm möglichst rasch von ihrem Computer zu deinstallieren. Grund sind Sicherheitslücken in der Software, über die von außen die Kontrolle über den Rechner erlangt werden kann. Apple hat den Support für Quicktime für Windows eingestellt, ein Sicherheitsupdate wird es nicht geben.